# Paranoid (album)
Paranoid – drugi album zespołu Black Sabbath, wydany we wrześniu 1970 roku.
Początkowo album miał nosić nazwę War Pigs, lecz wytwórnia płytowa skojarzyła ten tytuł z wojną w Wietnamie i nakazała zmianę nazwy. Nie zmieniono jednak okładki.
„Luke's Wall” i „Jack the Stripper” to utwory instrumentalne, wykorzystane w roli wstępów do utworów (odpowiednio: „War Pigs” i „Fairies Wear Boots”) i zwykle nie są wymieniane.
Na limitowanej edycji płyty był również dołączony ponad 18-minutowy utwór koncertowy z popisami solowymi na gitarze i perkusji wplecionymi w utwór „Wicked World” z poprzedniej płyty.
W 2003 album został sklasyfikowany na 130. miejscu listy 500 albumów wszech czasów magazynu Rolling Stone.

## Lista utworów
| 1. | "War Pigs" (Iommi, Ward, Butler, Osbourne)                                          | 7:55    |
|    |                                                                                     |         |
| 2. | "Paranoid" (Iommi, Ward, Butler, Osbourne)                                          | 2:47    |
|    |                                                                                     |         |
| 3. | "Planet Caravan" (Iommi, Ward, Butler, Osbourne)                                    | 4:24    |
|    |                                                                                     |         |
| 4. | "Iron Man" (Iommi, Ward, Butler, Osbourne)                                          | 5:53    |
|    |                                                                                     |         |
| 5. | "Electric Funeral" (Iommi, Ward, Butler, Osbourne)                                  | 4:47    |
|    |                                                                                     |         |
| 6. | "Hand of Doom" (Iommi, Ward, Butler, Osbourne)                                      | 7:07    |
|    |                                                                                     |         |
| 7. | "Rat Salad" (Iommi, Ward, Butler)                                                   | 2:29    |
|    |                                                                                     |         |
| 8. | "Fairies Wear Boots" (Iommi, Ward, Butler, Osbourne)                                | 6:13    |
|    |                                                                                     |         |
| 9. | "Wicked World (live)" (tylko na limitowanej edycji – Iommi, Ward, Butler, Osbourne) | 18:49   |
|    |                                                                                     |         |
|    |                                                                                     | 1:00:24 |
|    |                                                                                     |         |

## Twórcy
- Ozzy Osbourne – wokal
- Geezer Butler – gitara basowa
- Tony Iommi – gitara, instrumenty klawiszowe
- Bill Ward – perkusja

### Personel techniczny
- Tom Allom – inżynier
- Brian Humphries – inżynier

## Pozycje na listach
| Lista         | Kraj              | Pozycja |
| ------------- | ----------------- | ------- |
| Billboard 200 | Stany Zjednoczone | 12      |
| OLiS          | Polska            | 25      |